# SNOW DOME的約定 / Luv Sick
《SNOW DOME的約定 / Luv Sick》（SNOW DOMEの約束 / Luv Sick）是日本傑尼斯事務所旗下男子團體Kis-My-Ft2的第9張單曲，於2013年11月13日由avex trax發售。

## 概要
- 《SNOW DOME的約定》是Kis-My-Ft2冬季演唱會《SNOW DOME的約定 in TOKYO DOME》的主題曲，亦是7-ELEVEN‧JAPAN「7-ELEVEN季」的電視廣告曲。
- 《Luv Sick》是日本電視台電視劇《假面教師》的主題曲。
- B面曲《Motetaize Tonight》是電視劇「裁判長っ! おなか空きました!」的主題曲。
- 此單曲有5個版本，分別有「初回生產限定盤A - B」、「通常盤」、「Kiss My Shop盤」和「7&I限定盤」。「初回生産限定盤A」收錄了《SNOW DOME的約定》的PV和製作花絮（Making）；「初回生產限定盤B」收錄了《Luv Sick》的PV和製作花絮（Off-Shot）。「通常盤」收錄了B面曲《Motetaize Tonight》。「7&I限定盤」收錄了B面曲《LUCKY SEVEN!!》和廣告「7-ELEVEN季」的製作花絮（Making）。
- 在2013年11月25日於Oricon公信榜單曲週榜取得第1名。

## 收錄内容

### 初回生產限定盤A
CD
1. SNOW DOME的約定
（作詞：和田唱、作曲・編曲：久保田真悟（jazzin'park）・栗原暁（jazzin'park））
2. Luv Sick
（作詞：栗原暁（jazzin'park）、作曲・編曲：久保田真悟（jazzin'park）・栗原暁（jazzin'park））

DVD
1. SNOW DOME的約定（MUSIC VIDEO）
2. SNOW DOME的約定（Making Movie）

### 初回生產限定盤B
CD
1. Luv Sick
2. SNOW DOME的約定

DVD
1. Luv Sick（MUSIC VIDEO）
2. Luv Sick（Making Movie）

### 通常盤
1. SNOW DOME的約定
2. Luv Sick
3. Motetaize Tonight（モテたいぜ トゥナイト）
（作詞：福田雄一、作曲・編曲：山下和彰）

### 7&I限定盤
CD
1. SNOW DOME的約定
2. Luv Sick
3. LUCKY SEVEN!!
（作詞：KAJI KATSURA、作曲・編曲：浅利進吾）

DVD
1. 7-ELEVEN‧JAPAN「7-ELEVEN季」（Making Movie）

## 外部連結
- Kis-My-Ft2官方網站介紹網頁（页面存档备份，存于）
- Johnny's net（页面存档备份，存于）